# Horex
Horex è una casa motociclistica tedesca produttrice di motoveicoli.

## Storia

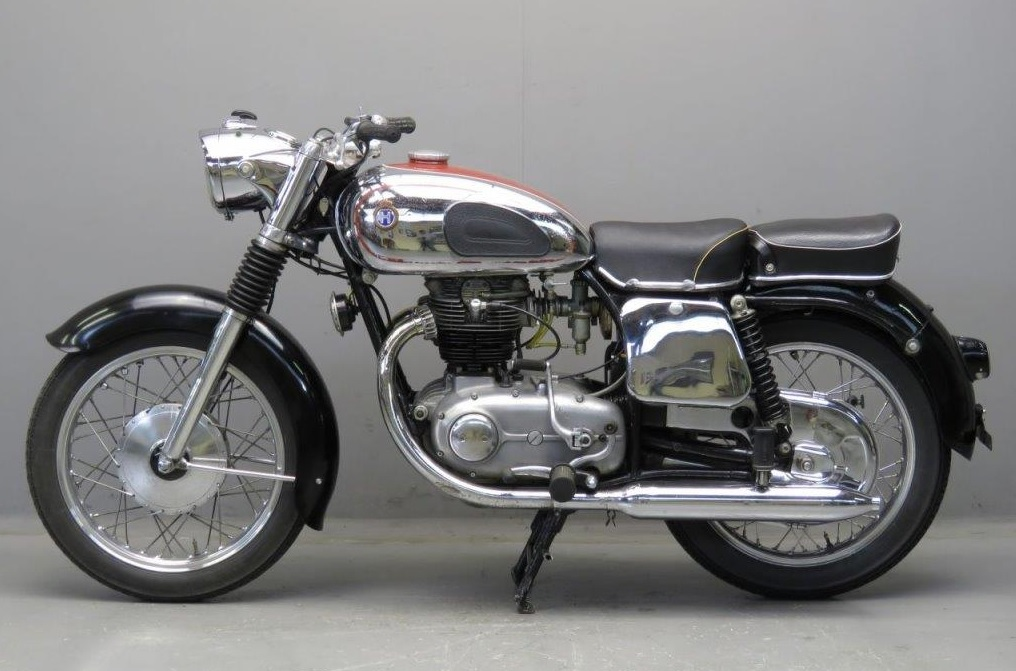
Horex Imperator del 1955

Fondata nel 1923 come Horex-Fahrbau AG da Fritz Kleemann (1901–1975) a Bad Homburg vor der Höhe in Assia, dal 1935 alla metà degli anni '50 l'azienda operò come Horex-Columbus-Werk KG, e successivamente come 'Horex-Werke KG. A causa di difficoltà economiche, la Horex terminò la produzione di motociclette nel 1956. Nel 1960 la Daimler-Benz ne rilevò gli stabilimenti. 

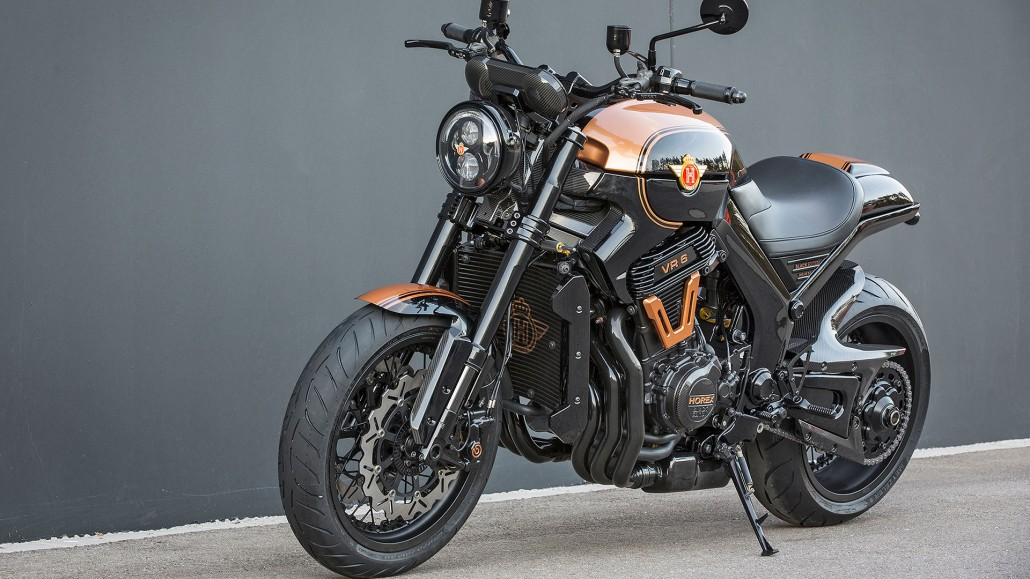
Horex VR6 del 2010

Nel 2010 la Horex venne rifondato con sede ad Augusta. Nell'agosto 2014 il proprietario Clemens Neese presentò istanza procedurale di fallimento dichiarando bancarotta. Il marchio Horex venne rilevato nel gennaio 2015 dalla 3C-Carbon Composite Company GmbH.